# Masato Yoshii

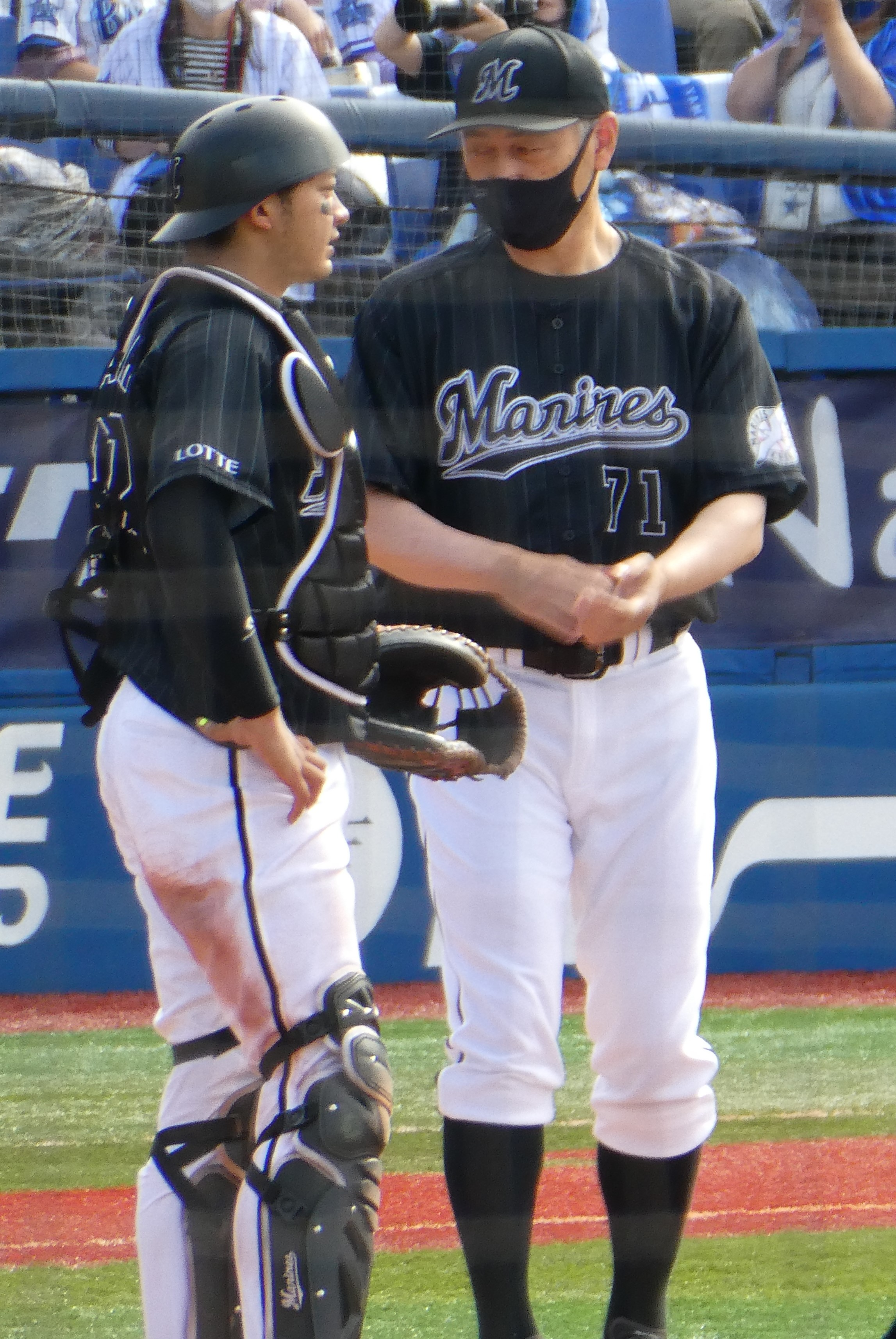
Yoshii bei den Chiba Lotte Marines

Masato Yoshii (吉井 理人, Yoshii Masato, * 20. April 1965 in Aridagawa, Präfektur Wakayama) ist ein ehemaliger japanischer Profibaseballspieler, ehemaliger Pitching Coach und derzeitiger Manager der Chiba Lotte Marines in der Nippon Professional Baseball (NPB). Von 1998 bis 2002 spielte er in der Major League Baseball.

## Karriere
Yoshii nahm zweimal am Koshien-Highschool-Baseballturnier teil und wurde 1983 in der zweiten Runde des Draft von den Kintetsu Buffaloes ausgewählt. Nachdem er zwei Jahre in der Minor League verbracht hatte, feierte er 1985 sein Debüt in der Pacific League. 1987 feierte er seinen ersten Sieg. 1988 gewann er 10 Spiele und 24 Saves, was ihm den Titel des Relief Pitchers der Pacific League einbrachte. Im Jahr 1989 gewann er fünf Spiele und erzielte weitere 20 Saves. Für die Saison 1995 wurde er zu den Yakult Swallows gehandelt und gewann in den drei Jahren mit den Swallows jeweils mehr als 10 Spiele pro Jahr.
Nach der Saison 1997 wurde er zum Free Agent und unterschrieb einen Vertrag für ein Jahr mit den New York Mets in der Major League Baseball. Am 5. April 1998 feierte er, in einem Spiel gegen die Pittsburgh Pirates, sein Debüt in der Major League und konnte direkt seinen ersten Sieg holen. Im November 1998 unterzeichnete er einen Zweijahresvertrag über 5 Millionen Dollar mit den Mets. Im Jahr 2000 wurde er an die Colorado Rockies gehandelt, die Mets erhielten im Gegenzug Bobby Jones. Im September 2000 unterzog sich Yoshii einer Operation, um Knochensporne aus seinem Ellbogen zu entfernen. Zwei Monate später stimmte er einem neuen Vertrag mit den Rockies für die Saison 2001 zu. Vor der Saison 2001 versuchte ihn das Team jedoch zu traden, entließ Yoshii aber schließlich, der dann im März 2001 einen Vertrag bei den Montreal Expos unterschrieb. Im September 2002 wurde er an der linken Schulter operiert.
Im Jahr 2003 kehrte Yoshii nach Japan zurück und schloss sich den Orix BlueWave an. Er unterschrieb einen Einjahresvertrag für 550.000 Dollar. Seine Spielzeit in der MLB beendete er mit einer Bilanz von 32:47 und einem ERA von 4,62. Er war der Starter des Teams am Opening Day. Im August wurde er an seinem linken Knöchel operiert und beendete so die Saison mit nur zwei Siegen. Im Jahr 2004 bestritt er nur drei Spiele und wurde am Ende des Jahres aus dem Team entlassen. Die Orix BlueWave fusionierten nach der Saison 2004 mit den Osaka Kintetsu Buffaloes zu den Orix Buffaloes und Yoshii schloss sich zum Spring Training den Buffaloes an. In der Saison 2005 gewann er fünf Spiele.
Im Jahr 2006 gelang Yoshii ein Sieg gegen die Tohoku Rakuten Golden Eagles, womit er der fünfte Spieler war, der gegen 12 japanische Profibaseballteams gewonnen hat.
Am 25. April 2007 begann der damals 42-jährige Yoshii das Spiel gegen die Rakuten Eagles und erzielte einen Sieg, indem er in 5 Innings einen Run zuließ. Damit war er nach Shinji Hamasaki, Tadashi Wakabayashi, Yoshinori Sato, Yutaka Ohno und Kimiyasu Kudō der sechste japanische Pitcher, der im Alter von 42 Jahren oder darüber einen Sieg errang. Er spielte während der Saison weiterhin als Starter, wurde aber von Manager Terry Collins nach mehreren schlechten Leistungen zum Reliefer degradiert. Yoshii bat um einen Wechsel zu einem anderen Team, bei dem er weiterhin als Starter spielen konnte, und wurde am 28. Juni 2007 im Tausch gegen einen Outfielder zu den Chiba Lotte Marines gesendet. Nachdem seine Leistungen in der Saison immer schlechter geworden war und er diese mit einer Bilanz von 1:9 beendet hatte, wurde er in die Minor League gesendet. Am 13. November wurde er von den Marines entlassen und kündigte seinen Rücktritt an, um Pitching-Trainer bei den Hokkaido Nippon Ham Fighters unter Manager Masataka Nashida zu werden. Er beendete seine Spieler Karriere mit einer Bilanz von 89:82, mit 62 Saves und einem ERA von 3,86 in 385 Spielen in der NPB.
Nach vier Saisons als Trainer bei den Ham Fighters, wechselte Yoshii nach der Saison 2012 zu den Fukuoka SoftBank Hawks. Nach nur einer Saison mit den Hawks wechselte er erneut zu den Ham Fighters, wo er erneut von 2016 bis 2018 als Trainer aktiv war. Für die Saison 2019 wechselte er zu den Chiba Lotte Marines und war dort für drei Jahre als Trainer aktiv. Am 7. Oktober 2022 gaben die Chiba Lotte Marines bekannt, dass Yoshii das Team in der kommenden Saison managen würde.
Beim World Baseball Classic 2023 war er als Pitching Coach beim Team Japan tätig.